# Camp d'Algirós
El Camp d'Algirós va ser un camp de futbol situat a la vora del Camí d'Algirós, a la ciutat de València. Va ser el primer camp on jugà el València Club de Futbol des de 1919 fins a 1923, any en què s'inaugurà el nou estadi de Mestalla a uns terrenys propers.

## Història
El València FC va debutar davant de la seua afició en un descampat del camí d'Algirós, on van plantar les porteries i van pintar les línies del terreny de joc amb calç, el 25 de juliol de 1919, en un partit davant el Gimnàstic Football Club, pel Trofeu Fira de Juliol organitzat per l'Ajuntament de València, que finalment s'enduria el Gimnàstic.
Entretant, Octavio Augusto Milego, primer president del València, i Gonzalo Medina van arrendar el solar d'Algirós al seu propietari, Eugenio Miquel, per 100 pessetes al mes. Una vegada arrendat quedava condicionar el terreny, tancar-lo, construir les casetes, taquilles, i altres qüestions de manteniment. Tot això es va poder realitzar gràcies a una donació anònima per valor de 25.000 pessetes, més tard se sabria que aquesta donació corresponia a Gonzalo Medina amb diners destinats per al seu casament que va haver d'ajornar. Així doncs, el camp d'Algirós es va condicionar i va quedar apte per a la seua inauguració oficial, que va tenir lloc el dia 7 de desembre de 1919, amb l'equip Castalia de Castelló com a adversari. Es van recaptar per taquilla 37 pessetes i 50 cèntims, que va ser donat íntegrament a l'Hospital Infantil Gómez Ferrer. En l'esmentat encontre va debutar per al València FC el jugador Eduardo Cubells, que més tard seria el primer internacional que va donar València a la Selecció de futbol d'Espanya.

## Localització
El Camp d'Algirós estava situat a 500 metres de l'actual Estadi de Mestalla confrontava amb el quarter de cavalleria de l'Albereda i tenia a un cantó una caserna de la Guàrdia Civil (ara inexistent, però que ocupava el lloc de l'actual cantó dels carrers Finlàndia i General Gil Dolz). Prop del cantó oposat quedava la marquesina de l'Estació d'Aragó, a l'avinguda homònima.